# ミルキィホームズ 探偵学院放送室
『ミルキィホームズ 探偵学院放送室』（ミルキィホームズ たんていがくいんほうそうしつ）は、2009年から2010年まで放送していた日本のインターネットラジオ番組。

## 概要
三森すずこ、徳井青空、橘田いずみがパーソナリティを務めるトーク番組である。また、「エリーを探せ! ミルキィホームズ声優オーディション」にて佐々木未来がグランプリを獲得して以降は、佐々木もパーソナリティとして加わった。毎回、この4名によるトークを中心に、番組内の企画に挑むというスタイルとなっている。のちに、三森、徳井、佐々木、橘田は、4名で声優ユニット「ミルキィホームズ」を結成した。

## 放送の形態
この番組を制作する響が運営するウェブサイト「HiBiKi Radio Station」にて、ストリーミング形式で配信された。2009年12月25日から2010年10月8日にかけて、毎週金曜日に更新されていた。
現在ではHiBiKi Radio Stationでの配信は終了しているものの、過去の放送分については、ドワンゴが運営するウェブサイト「アニメロミックス」にて聴取することが可能である。

## 関連する番組
『ミルキィホームズ 探偵学院放送室2』が放送されている。この番組は『ミルキィホームズ 探偵学院放送室』とは異なり、ラジオ大阪などの地上波で放送されているラジオ番組である。また、同時にHiBiKi Radio Stationからも、ラジオ大阪の放送分と同じ内容が配信されている。
『ミルキィホームズ 探偵学院放送室』の配信が終了したのは2010年10月8日であるが、『ミルキィホームズ 探偵学院放送室2』は、その2日後の10月10日から放送を開始している。キャストやスタッフなどはそのまま引き継がれている。

## 番組の内容
名称が類似している番組である『ミルキィホームズ 探偵学院放送室2』は、地上波進出にあたり『ミルキィホームズ 探偵学院放送室』とは番組内容を大幅に変更している。具体的には、番組の構成やコーナーの内容などが見直されるなど、大幅な改変を行っている。『ミルキィホームズ 探偵学院放送室2』の公式サイトにおいても「内容一新」したと明記されている。
本番組はインターネットラジオであることから、ミルキィホームズや『探偵オペラ ミルキィホームズ』に対し、リスナーはそれなりに知識を持っているとの前提で放送している。そのため、番組内容も内輪ネタなどが散見され、ブシロードや『探偵オペラ ミルキィホームズ』などについて理解しているリスナーにとって、より楽しめる番組となっていた。しかし、『ミルキィホームズ 探偵学院放送室2』は、地上波ということもあり、ある程度ライトなリスナーにとっても楽しめる内容となっている。
たとえば、『ミルキィホームズ 探偵学院放送室2』では番組冒頭のレギュラーパーソナリティの挨拶は普通だが、『ミルキィホームズ 探偵学院放送室』では語尾に「○○みるきぃ」と付けて挨拶している。挨拶を変えた理由については、一般のリスナーにも受け入れてもらいやすいように配慮したためである。のちに、レギュラーパーソナリティにより、地上波を意識しての変更だったことが語られている。また、ゲストをほとんど呼ばないことでもしられていたが、『ミルキィホームズ 探偵学院放送室2』では積極的にゲストを招くなど、より幅広い番組内よとなっている。

## パーソナリティ
- 三森すずこ（シャーロック役）
- 徳井青空（ネロ役）
- 橘田いずみ（コーデリア役）
- 佐々木未来（エリー役）

佐々木は「エリーを探せ! ミルキィホームズ声優オーディション」にてグランプリを獲得してからの出演。

## ゲスト
- 22時間目・23時間目（2010年6月4日・6月11日） - 南條愛乃（明智小衣役）
- 昭和26時間目・平成26時間目（2010年7月2日同日） - 新谷良子（長谷川平乃役）